# Bastøy
Bastøy ist eine Insel in der norwegischen Kommune Horten in der Provinz (Fylke) Vestfold. Die Insel liegt im Oslofjord. Auf Bastøy befindet sich die Haftanstalt Bastøy.

## Lage
Die Insel liegt südöstlich der Stadt Horten im Oslofjord. Im Norden der Insel befindet sich die Bucht Bastøybukta. Bastøy hat eine Fläche von 2,23 km².

## Geschichte und Nutzung
Die Insel wurde im Jahr 1898 vom Staat gekauft, um eine Sonderschule für vernachlässigte Jungen zu gründen. Diese wurde nach einer norwegischen Gesetzgebung zum „Umgang mit vernachlässigten Kindern“ aus dem Jahr 1896 errichtet. Der Film King of Devil’s Island aus dem Jahr 2010 von Marius Holst thematisiert die inhumanen Bedingungen für die Jungen in der Anstalt und die 1915 entstandene Revolte bei welcher das Militär anrücken musste. 1953 übernahm das Ministerium für Arbeit und soziale Eingliederung die Einrichtung und betrieb sie bis 1970. Danach bestand auf der Insel ein Heim für Alkoholiker.
Seit 1988 wird die Insel für den Betrieb der auf ihr befindlichen Haftanstalt Bastøy genutzt. Mit einer Kapazität von 115 männlichen Insassen ist es das größte Gefängnis mit niedriger Sicherheitsstufe in Norwegen. Auf der Insel befinden sich rund 80 Gebäude, darunter die Bastøy kirke aus dem Jahr 1902. Im Nordosten der Insel befindet sich das 1840 erbaute frühere Leitfeuer Bastøy fyr.

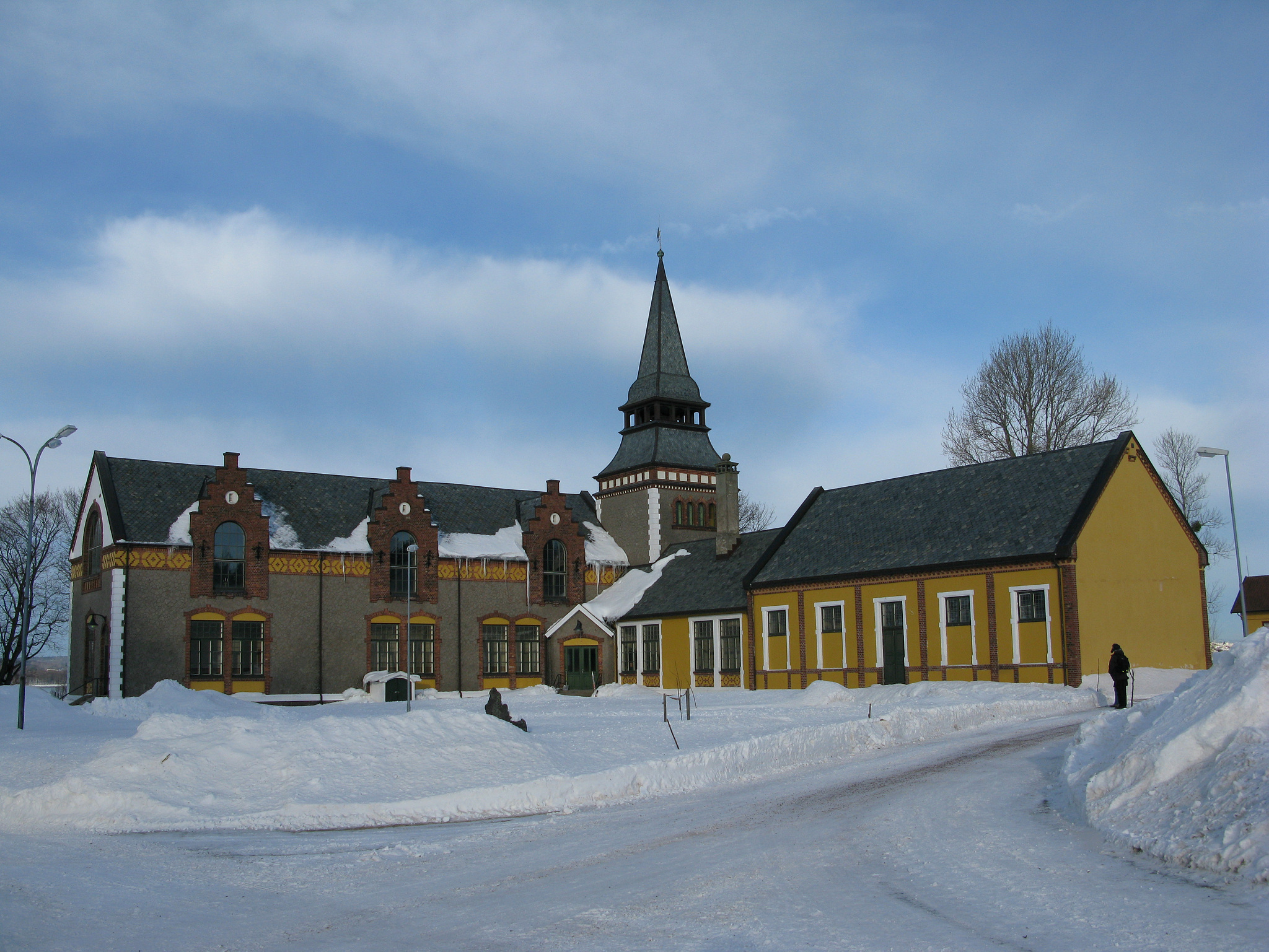
Kirche auf Bastøy
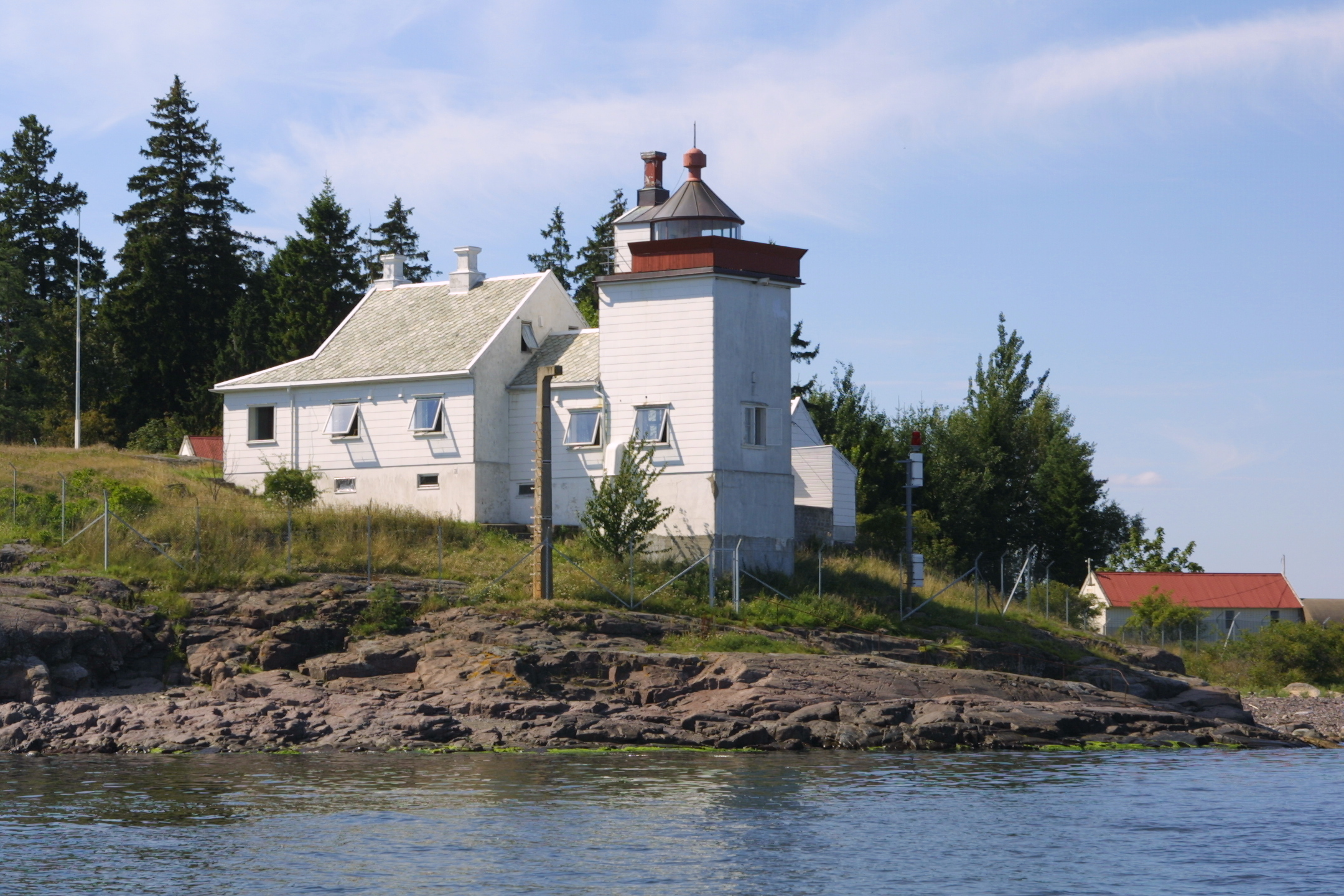
Bastøy fyr

## Name
Der Name setzt sich aus den beiden Bestandteilen bast (deutsch „Bast“) und øy (deutsch „Insel“) zusammen.

## Flora
Die gesamte Insel befindet sich in einem Landschaftsschutzgebiet. Auf der Insel gibt es mehr als 300 verschiedene Pflanzenarten, unter anderen Kuhschelle, Berg-Lauch sowie Drachenköpfe.